# 罗莎·林德斯泰特
罗莎·林德斯泰特（瑞典語：Rosa Lindstedt，1988年1月24日—），芬兰女子冰球运动员。她曾代表芬兰国家队参加2010年、2014年和2018年冬季奥林匹克运动会冰球比赛，获得二枚铜牌。